# Independent Spirit Awards 2000
Die 15. Verleihung der Independent Spirit Awards fand am 25. März 2000 statt und wurde von Jennifer Tilly moderiert.

## Zusammenfassung
Alexander Paynes Satire Election war der Sieger dieses Jahres mit drei Awards, darunter bester Film gegen Robert Altmans Cookie’s Fortune, Steven Soderberghs The Limey und David Lynchs The Straight Story. Spike Jonzes exzentrischer Film Being John Malkovich gewann zwei Preise, der Überraschungserfolg des Jahres, Blair Witch Project, gewann einen Award. Tom Tykwer konnte mit Lola rennt gegen Jean-Pierre und Luc Dardenne, Pedro Almodóvar und Mike Leigh den Preis – den besten ausländischen Film gewinnen.

## Gewinner und Nominierte

### Bester Film
Election – Albert Berger, Ron Yerxa, David Gale, Keith Samples
Cookie’s Fortune – Robert Altman, Ernst Etchie Stroh
The Limey – John Hardy, Scott Kramer
Sugar Town – Daniel Hassid
The Straight Story – Mary Sweeney, Neah Edelstein

### Bester Debütfilm (Budget über 500.000 Dollar)
Being John Malkovich – Spike Jonze, Michael Stipe, Sandy Stern, Steve Golin, Vincent Landay
Boys Don’t Cry – Kimberley Pierce, Jeff Sharp, John Hart, Eva Kolodner, Christine Vachon
Three Seasons – Tony Bui, Jason Kliot, Joana Vicente
Tian yu – Joan Chen, Wai-Chung Chan
Twin Falls Idaho – Michael Polish, Marshall Persinger, Rena Ronson, Steven J. Wolfe

### Bester Debütfilm (Budget unter 500.000 Dollar)
Blair Witch Project – Daniel Myrick, Eduardo Sánchez, Gregg Hale
La ciudad – David Riker, Paul S. Mezey
Compensation – Zeinabu Irene Davis, Marc Arthur Chéry
Judy Berlin – Eric Mendelsohn, Rocco Caruso
Treasure Island – Scott King, Adrienne Gruber

### Bester Hauptdarsteller
Richard Farnsworth – The Straight Story
John Cusack – Being John Malkovich
Noble Willingham – The Corndog Man
Terence Stamp – The Limey
David Strathairn – Wenn der Nebel sich lichtet – Limbo (Limbo)

### Beste Hauptdarstellerin
Hilary Swank – Boys Don’t Cry
Diane Lane – A Walk on the Moon
Janet McTeer – Tumbleweeds
Susan Traylor – Valerie Flake
Reese Witherspoon – Election

### Bester Nebendarsteller
Steve Zahn – Happy, Texas
Charles S. Dutton – Cookie’s Fortune
Clark Gregg – The Adventures of Sebastian Cole
Luis Guzmán – The Limey
Terrence Howard – The Best Man

### Beste Nebendarstellerin
Chloë Sevigny – Boys Don’t Cry
Barbara Barrie – Judy Berlin
Vanessa Martinez – Wenn der Nebel sich lichtet – Limbo (Limbo)
Sarah Polley – Go
Jean Smart – Das Mädchen und der Fotograf (Guinevere)

### Bestes Leinwanddebüt
Kimberley J. Brown – Tumbleweeds
Jessica Campbell – Election
Jade Gordon – Sugar Town
Toby Smith – Drylongso
Chris Stafford – Edge of Seventeen

### Beste Regie
Alexander Payne – Election
Harmony Korine – Julien Donkey-Boy
Doug Liman – Go
David Lynch – The Straight Story
Steven Soderbergh – The Limey

### Bestes Drehbuch
Alexander Payne, Jim Taylor – Election
Lem Dobbs – The Limey
James Merendino – Punk (SLC Punk!)
Kevin Smith – Dogma
Audrey Wells – Das Mädchen und der Fotograf (Guinevere)

### Bestes Drehbuchdebüt
Charlie Kaufman – Being John Malkovich
Kimberley Pierce, Andy Bienen – Boys Don’t Cry
Anne Rapp – Cookie’s Fortune
John Roach, Mary Sweeney – The Straight Story
Tod Williams – The Adventures of Sebastian Cole

### Beste Kamera
Lisa Rinzler – Saigon Stories (Three Seasons)
Harlan Bosmajian – La ciudad
Anthony Dod Mantle – Julien Donkey-Boy
M. David Mullen – Twin Falls Idaho
Jeffrey Seckendorff – Judy Berlin

### Producers Award
Pamela Koffler – I’m Losing You
Eva Kolodner – Boys Don’t Cry
Paul S. Mezey – La ciudad
Christine K. Walker – Backroads und Homo Heights

### Truer Than Fiction Award
Owsley Brown – Night Waltz: The Music of Paul Bowles
Nanette Burstein, Brett Morgen – On the Ropes
Michael Camerini, Shari Robertson – Well-Founded Fear
Rory Kennedy – American Hollow

### Bester ausländischer Film
Lola rennt – Tom Tykwer
Alles über meine Mutter (Todo sobre mi madre) – Pedro Almodóvar
My Son the Fanatic – Udayan Prasad
Rosetta – Jean-Pierre und Luc Dardenne
Topsy-Turvy – Mike Leigh

### Someone to Watch Award
Cauleen Smith – Drylongso
Dan Clark – The Item
Julian Goldberger – Trans
Lisanne Skyler – Getting to Know You